# San Giacomo Lovara
San Giacomo Lovara (o Lovera) è una frazione del comune cremonese di Malagnino, posta a sud-ovest del centro abitato.

## Storia
La località era un piccolo villaggio agricolo di antica origine del Contado di Cremona con 75 abitanti a metà Settecento.
In età napoleonica, dal 1810 al 1816, San Giacomo Lovera fu annesso a Cremona, ma recuperò l'autonomia con la costituzione del Regno Lombardo-Veneto.
I governanti austriaci si resero però presto conto dell'insostenibilità di una così piccola comunità, e nel 1823 annessero San Giacomo Lovera a Sette Pozzi, anni dopo a sua volta confluito in Malagnino.